# Zdzisław Grabski
Zdzisław Grabski (ur. 8 lipca 1905 w Borowie, zm. 20 stycznia 1973 w Warszawie) – polski prawnik i ekonomista.

## Życiorys
Uczęszczał do Gimnazjum im. Adama Mickiewicza w Warszawie. W 1920 roku wstąpił do 11 Pułku Piechoty i jako piętnastolatek brał udział w powstaniach śląskich. Z powodu młodego wieku oraz choroby płuc został zwolniony ze służby i wrócił do Warszawy, gdzie w 1923 roku uzyskał świadectwo dojrzałości. Praktykę bankową odbył w Banku Towarzystw Spółdzielczych w Warszawie oraz w British Museum w Londynie. Studiował na Wydziale Prawa Uniwersytetu Warszawskiego. Po dwóch latach studiów, wraz z żoną, wyjechał za granicę. Uzyskał dyplom Wyższej Szkoły Handlowej w Montpellier. Na Uniwersytecie we Fryburgu ukończył rozpoczęte w Warszawie studia prawnicze. Uzyskał tam także tytuł doktora, przedstawiając pracę „La crise du logement en Pologne”. Po polsku wydał ją w 1930 roku, jako „Kryzys mieszkaniowy w Polsce”. Był to I tom Biblioteki Polskiego Towarzystwa Reformy Mieszkaniowej. Prywatnie wykładał gospodarkę oraz ekonomię sowiecką. Prowadził rokowania w sprawie importu i eksportu. W 1934 roku był radcą w Biurze Ekonomicznym Prezydium Rady Ministrów. Jako autor prac z zakresu polityki deflacyjnej w Polsce, Anglii i USA, został mianowany przewodniczącym polsko-gdańskiej komisji do rokowań dla ustalenia taryf przeładunkowych, uzgodnionych w 1935 roku. W 1935 roku, zastępując chorego ojca, objął stanowiska kierownika zakładów drogowych i budowlanych „Ołtarzew”. Zreorganizował pracę zakładów, sprowadził do nich nowe maszyny. W efekcie czego „Ołtarzew” był wykonawcą 50% dróg betonowych w Polsce. Był organizatorem i przewodniczącym I Wystawy Drogowej. Pełnił funkcję dyrektora Biura Planowania Prezydium Rady Ministrów, zrezygnował jednak ze stanowiska, będąc przeciwnym polityce Obozu Zjednoczenia Narodowego. Był założycielem kilku firm, m.in. spółki Roboty Inżynierskie, której został prezesem. Firma zatrudniała 18 tys. pracowników przy budowie niemal wszystkich lotnisk w Polsce. W związku z reformą skarbowo-podatkowo-finansową, przetłumaczył i w 1939 roku wydał książkę Antonia Salazara „Rewolucja pokojowa”.
W 1939 roku był zastępcą komisarza Skarbu w oblężonej Warszawie. Podczas okupacji rozwiązał wszystkie swoje przedsiębiorstwa. Objął wykłady w tzw. Miejskiej Szkole Handlowej prof. Edwarda Lipińskiego. Wykładał analizę i obserwację rynku oraz reklamę i propagandę handlu. Pracował wówczas nad książkami „Historia reklamy” oraz „Analiza i obserwacja rynku” – obie prace spłonęły podczas powstania warszawskiego. Był poszukiwany przez gestapo, za przedwojenne kontakty z ZSRR, zmuszony był się ukrywać.
W 1945 roku działał w Komisji do Opracowania Programów Dokształcających. W kwietniu 1945 roku objął w Gdańsku stanowisko wicewojewody. Zaangażował się w prace organizacyjne na Politechnice Gdańskiej. Został kierownikiem Katedry Ekonomii na Wydziale Mechanicznym. Wykładał również na Wyższej Szkole Pedagogicznej w Gdańsku – ekonomię polityczną i nauki społeczne. Zorganizował na Wybrzeżu Radę Kultury i Sztuki, której był pierwszym przewodniczącym oraz Towarzystwo Przyjaźni Polsko-Radzieckiej. Był prezesem Ligi do Walki z Rasizmem. Był delegatem Polski do Międzynarodowego Biura Pracy, wybranym na konferencji w Montrealu na przewodniczącego Komisji Stosowania Konwencji Pracy. W okresie 1 września 1945 – 30 września 1952 był zatrudniony na Politechnice Gdańskiej na etacie zastępcy profesora. Prowadził wykłady na wydziałach: Mechanicznym, Chemicznym, Inżynierii Lądowej i Wodnej, Inżynierii Rolnej, od 1950 roku także na Wydziale Architektury i Wydziale Budowy Okrętów. Wykładał naukę o Polsce współczesnej, ekonomię polityczną i narodową gospodarkę planową. W 1949 roku był opiekunem Bratniej Pomocy PG, bronił wówczas studentów wrogo nastawionych do nowej władzy. 31 marca 1952 roku, decyzją ówczesnego rektora Politechniki Gdańskiej, został zwolniony z pracy. Decyzję tę cofnęło pismo z ministerstwa, Zbigniew Grabski nie wrócił już jednak na politechnikę.
Zmarł 20 stycznia 1973 roku w Warszawie. Spoczywa na cmentarzu leśnym w Laskach pod Warszawą (kwatera D-V-22).

## Życie prywatne
Był synem Władysława, ministra skarbu i premiera II RP i Katarzyny z Lewandowskich. Od 17 października 1927 roku żonaty z Haliną, córką Stanisława Ostrowskiego i Bronisławy Ostrowskiej. Miał z nią córką Elżbietę.